# Parupeneus chrysopleuron
Parupeneus chrysopleuron är en fiskart som först beskrevs av Temminck och Schlegel, 1843.  Parupeneus chrysopleuron ingår i släktet Parupeneus och familjen mullefiskar. Inga underarter finns listade i Catalogue of Life.
Fiskens ovansida är röd och den begränsas på varje sida av en gul strimma. Arten kan förväxlas med Upeneus sundaicus.
Arten förekommer i havet från södra Japan och västra Thailand till norra och västra Australien. Den dyker till ett djup av 220 meter. Exemplaren vistas över lerig botten eller vid korallrev. De blir ungefär 50 cm långa.
Parupeneus chrysopleuron kan hamna som bifångst i fiskenät. Hela populationen anses vara stor. IUCN listar arten som livskraftig (LC).